# Stortelersbeek
Stortelersbeek is een beek, landgoed en natuurgebied in Miste in de Nederlandse gemeente Winterswijk. Het is tevens (naast negentien andere gebieden) onderdeel van het in 2005 door de Nederlandse overheid uitgeroepen Nationaal Landschap Winterswijk, een gebied van totaal bijna 22.000 hectare groot. 

## Flora en fauna
Het kleine landgoed Stortelersbeek bestaat uit bos met akkers en grasland. Tussen de percelen slingert een beekje. Op de weilanden grazen koeien. Op de akkers verbouwt Vereniging Natuurmonumenten biologisch graan. Tussen het graan groeien akkerkruiden als slofhak en akkerviooltje. De landbouwgrond worden gescheiden door houtwallen. Buizerd en torenvalk jagen op de muizen die hier beschutting zoeken.

## Bron
- Stortelersbeek op de website natuurmonumenten.nl

Bekendelle · Beurzerbeek · Blekkinkveen · Bönnink · Borkense baan · Buskersbos · Corlese Veen · Döttinkrade · Grote Goor · Hilgelo · Kloosterbos · Korenburgerveen · Landgoed Kotten · Landgoed Mentink · Landgoed Walfort · Loohuisbos · Meddosche Veen · Slingeplas · Steengroeve · Steenkamp · Stortelersbeek · Vragenderveen · Willinks Weust · Wooldse Veen · Zwanenbroek